# Quilo

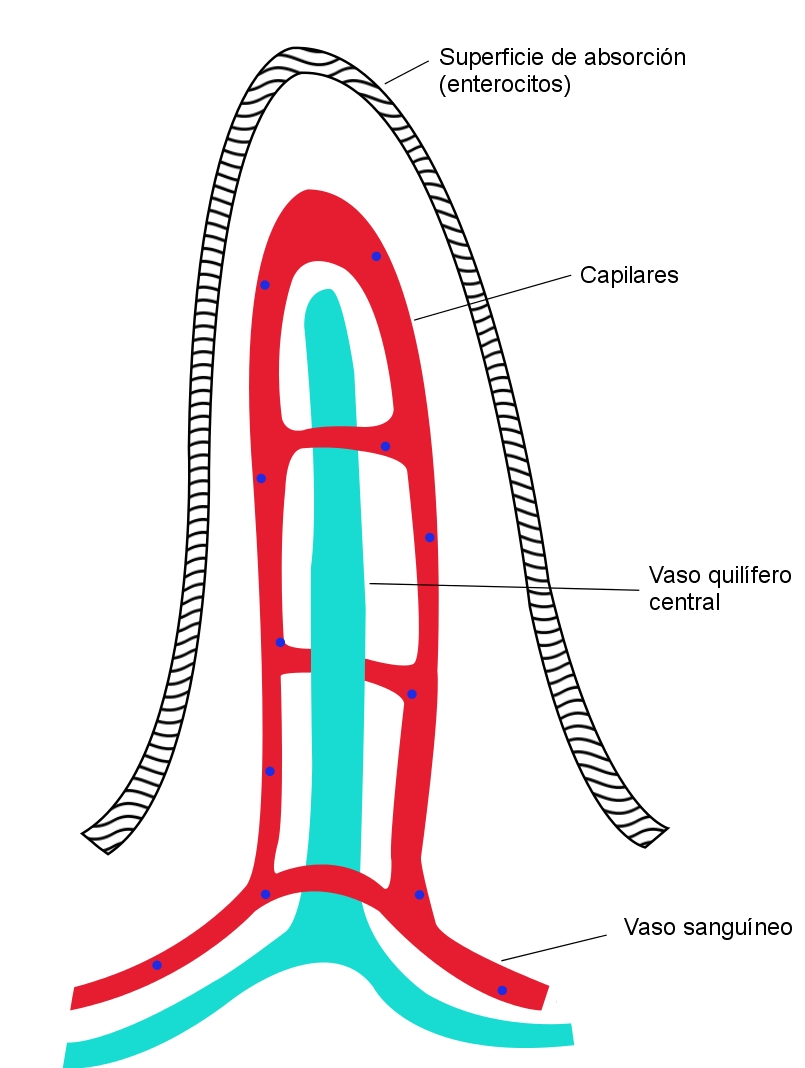
El quilífero es un vaso linfático que se encuentran dentro de la vellosidad intestinal)

El quilo (del griego χυλός chylós, ‘jugo’) es un fluido corporal de aspecto lechoso, formado por lípidos en emulsión, que se produce en el intestino delgado del ser humano y otros vertebrados; sin embargo, no se debe confundir los términos de «quilo» y «quimo», ya que el quimo básico o alcalino es el que pasa por todo el intestino delgado y, una vez que este es absorbido a la circulación linfática por los vasos quilíferos, pasa a llamarse «quilo», como producto último de la digestión de las grasas contenidas en los alimentos.

## Fisiología
Una vez digeridas completamente las grasas de los alimentos en la luz (lumen) del intestino delgado, los productos finales son: monoglicéridos, ácidos grasos libres y gliceroles. Estos lípidos simples son absorbidos por las células de la pared intestinal los (enterocitos).

Dentro de los enterocitos, los lípidos simples son re-esterificados formando lipoproteínas y triglicéridos que son englobados dentro de los quilomicrones y excretados hacia el espacio intersticial. 

En el espacio intersticial la baja presión dentro de los vasos linfáticos permite a las moléculas de ácidos grasos difundirse hacia su interior. Esta linfa recién creada,  recibe el nombre de quilo y los vasos linfáticos que lo drenan, debido a su aspecto lechoso: lacteal.
Los vasos linfáticos del intestino, que transportan el quilo reciben el nombre de quilíferos y antiguamente lacteales o lactíferos. La linfa que transportan es un líquido de aspecto lechoso, por la cantidad de grasas en suspensión (quilomicrones).

## Patología
Una fístula de quilo es una fuga del fluido linfático de los vasos linfáticos. Por lo general se acumula en las cavidades torácicas o abdominales, que puede dar lugar a un quilotórax o una ascitis quilosa, respectivamente.
El tratamiento de una fístula de quilo se basa en la ligadura del conducto. Esto se debe a que la reparación directa no es práctica debido a la extrema friabilidad (capacidad de desmenuzarse) del conducto torácico.
Un tratamiento alternativo es el uso del fármaco subcutáneo octreotide (un análogo sintético de la somatostatina). Esto puede conducir a la resolución completa de la producción de quilo, y evita la necesidad de cirugía.